# Liste der Auszeichnungen der Star-Trek-Filme
Dieser Artikel bietet einen Überblick über die Auszeichnungen, die die Star-Trek-Kinofilme erhalten haben. Berücksichtigt werden neben den Positivpreisen auch Negativpreise, für die bislang zwei Filme zusammen 7-mal nominiert und 3-mal prämiert wurden.
Die Tabellenspalte Jahr nennt das Kalenderjahr, in dem die Prämierungen für den jeweiligen Preis erfolgten.

## Bedeutende Positivpreise

### Filme 1 bis 10
| Film-Nr. | Jahr | Preis                              | Kategorie                                                     | Preisträger                                  | Resultat  |
| -------- | ---- | ---------------------------------- | ------------------------------------------------------------- | -------------------------------------------- | --------- |
| 1        | 1980 | Golden Globe Award                 | Bester Original-Score – Spielfilm                             | Jerry Goldsmith                              | Nominiert |
| 1        | 1980 | Hugo Award                         | Beste dramatische Präsentation                                |                                              | Nominiert |
| 1        | 1980 | Oscar                              | Beste künstlerische Leitung – Setdekoration                   |                                              | Nominiert |
| 1        | 1980 | Oscar                              | Beste Musik, Original-Score                                   | Jerry Goldsmith                              | Nominiert |
| 1        | 1980 | Oscar                              | Beste visuelle Effekte                                        |                                              | Nominiert |
| 1        | 1980 | Saturn Award                       | Beste Kostüme                                                 | Robert Fletcher                              | Nominiert |
| 1        | 1980 | Saturn Award                       | Beste Musik                                                   | Jerry Goldsmith                              | Nominiert |
| 1        | 1980 | Saturn Award                       | Beste Nebendarstellerin                                       | Nichelle Nichols                             | Nominiert |
| 1        | 1980 | Saturn Award                       | Beste Schauspielerin                                          | Persis Khambatta                             | Nominiert |
| 1        | 1980 | Saturn Award                       | Beste Spezialeffekte                                          |                                              | Gewonnen  |
| 1        | 1980 | Saturn Award                       | Bester Nebendarsteller                                        | Leonard Nimoy                                | Nominiert |
| 1        | 1980 | Saturn Award                       | Bester Regisseur                                              | Robert Wise                                  | Nominiert |
| 1        | 1980 | Saturn Award                       | Bester Schauspieler                                           | William Shatner                              | Nominiert |
| 1        | 1980 | Saturn Award                       | Bester Science-Fiction-Film                                   |                                              | Nominiert |
| 1        | 1980 | Saturn Award                       | Bestes Make-up                                                | Fred B. Phillips, Janna Phillips, Ve Neill   | Nominiert |
| 1        | 2002 | Saturn Award                       | Beste DVD-Veröffentlichung eines klassischen Films            | Director’s Edition                           | Nominiert |
| 2        | 1983 | Hugo Award                         | Beste dramatische Präsentation                                |                                              | Nominiert |
| 2        | 1983 | Saturn Award                       | Beste Kostüme                                                 | Robert Fletcher                              | Nominiert |
| 2        | 1983 | Saturn Award                       | Beste Nebendarstellerin                                       | Kirstie Alley                                | Nominiert |
| 2        | 1983 | Saturn Award                       | Bester Nebendarsteller                                        | Walter Koenig                                | Nominiert |
| 2        | 1983 | Saturn Award                       | Bester Regisseur                                              | Nicholas Meyer                               | Gewonnen  |
| 2        | 1983 | Saturn Award                       | Bester Schauspieler                                           | William Shatner                              | Gewonnen  |
| 2        | 1983 | Saturn Award                       | Bester Science-Fiction-Film                                   |                                              | Nominiert |
| 2        | 1983 | Saturn Award                       | Bestes Drehbuch                                               | Jack B. Sowards                              | Nominiert |
| 2        | 1983 | Saturn Award                       | Bestes Make-up                                                | Werner Keppler, James Lee McCoy              | Nominiert |
| 2        | 2003 | Saturn Award                       | Beste DVD-Veröffentlichung eines klassischen Films            |                                              | Nominiert |
| 3        | 1985 | Hugo Award                         | Beste dramatische Präsentation                                | Leonard Nimoy, Harve Bennett                 | Nominiert |
| 3        | 1985 | Saturn Award                       | Beste Kostüme                                                 | Robert Fletcher                              | Nominiert |
| 3        | 1985 | Saturn Award                       | Beste Nebendarstellerin                                       | Judith Anderson                              | Nominiert |
| 3        | 1985 | Saturn Award                       | Beste Spezialeffekte                                          | Ralph Winter                                 | Nominiert |
| 3        | 1985 | Saturn Award                       | Bester Regisseur                                              | Leonard Nimoy                                | Nominiert |
| 3        | 1985 | Saturn Award                       | Bester Schauspieler                                           | William Shatner                              | Nominiert |
| 3        | 1985 | Saturn Award                       | Bester Science-Fiction-Film                                   |                                              | Nominiert |
| 4        | 1987 | ASC Award                          | Beste Kamera (Kinoveröffentlichungen)                         | Donald Peterman                              | Nominiert |
| 4        | 1987 | ASCAP Award                        | Top-Box-Office-Filme                                          | Leonard Rosenman                             | Gewonnen  |
| 4        | 1987 | Genesis Award                      | Spielfilm – Abenteuer                                         |                                              | Gewonnen  |
| 4        | 1987 | Hugo Award                         | Beste dramatische Präsentation                                |                                              | Nominiert |
| 4        | 1987 | Oscar                              | Beste Kamera                                                  | Donald Peterman                              | Nominiert |
| 4        | 1987 | Oscar                              | Beste Musik, Original-Score                                   | Leonard Rosenman                             | Nominiert |
| 4        | 1987 | Oscar                              | Bester Ton                                                    |                                              | Nominiert |
| 4        | 1987 | Oscar                              | Bester Toneffekte-Schnitt                                     | Mark A. Mangini                              | Nominiert |
| 4        | 1987 | Saturn Award                       | Beste Kostüme                                                 | Robert Fletcher                              | Gewonnen  |
| 4        | 1987 | Saturn Award                       | Beste Nebendarstellerin                                       | Catherine Hicks                              | Nominiert |
| 4        | 1987 | Saturn Award                       | Beste Spezialeffekte                                          | Ken Ralston, Michael Lantieri                | Nominiert |
| 4        | 1987 | Saturn Award                       | Bester Nebendarsteller                                        | James Doohan                                 | Nominiert |
| 4        | 1987 | Saturn Award                       | Bester Nebendarsteller                                        | Walter Koenig                                | Nominiert |
| 4        | 1987 | Saturn Award                       | Bester Regisseur                                              | Leonard Nimoy                                | Nominiert |
| 4        | 1987 | Saturn Award                       | Bester Schauspieler                                           | Leonard Nimoy                                | Nominiert |
| 4        | 1987 | Saturn Award                       | Bester Schauspieler                                           | William Shatner                              | Nominiert |
| 4        | 1987 | Saturn Award                       | Bester Science-Fiction-Film                                   |                                              | Nominiert |
| 4        | 1987 | Saturn Award                       | Bestes Drehbuch                                               |                                              | Nominiert |
| 4        | 1987 | Saturn Award                       | Bestes Make-up                                                | Wes Dawn, Jeff Dawn, James Lee McCoy         | Nominiert |
| 4        | 1988 | Young Artist Award                 | Bester Familienspielfilm – Drama                              |                                              | Nominiert |
| 6        | 1992 | Hugo Award                         | Beste dramatische Präsentation                                |                                              | Nominiert |
| 6        | 1992 | Oscar                              | Bester Toneffekte-Schnitt                                     | George Watters II, F. Hudson Miller          | Nominiert |
| 6        | 1992 | Oscar                              | Bestes Make-up                                                | Michael Mills, Ed French, Richard Snell      | Nominiert |
| 6        | 1993 | Saturn Award                       | Beste Kostüme                                                 | Dodie Shepard                                | Nominiert |
| 6        | 1993 | Saturn Award                       | Beste Nebendarstellerin                                       | Kim Cattrall                                 | Nominiert |
| 6        | 1993 | Saturn Award                       | Bester Science-Fiction-Film                                   |                                              | Gewonnen  |
| 6        | 1993 | Saturn Award                       | Bestes Drehbuch                                               | Nicholas Meyer, Denny Martin Flinn           | Nominiert |
| 6        | 1993 | Saturn Award                       | Bestes Make-up                                                | Michael Mills, Ed French                     | Nominiert |
| 7        | 1995 | ASCAP Award                        | Top-Box-Office-Filme                                          | Dennis McCarthy                              | Gewonnen  |
| 7        | 1995 | Hugo Award                         | Beste dramatische Präsentation                                |                                              | Nominiert |
| 7        | 1995 | Saturn Award                       | Beste Nebendarstellerin                                       | Whoopi Goldberg                              | Nominiert |
| 7        | 1995 | Saturn Award                       | Bester Science-Fiction-Film                                   |                                              | Nominiert |
| 8        | 1997 | Blockbuster Entertainment Award    | Bester Nebendarsteller – Science-Fiction                      | Jonathan Frakes                              | Nominiert |
| 8        | 1997 | Blockbuster Entertainment Award    | Bester Schauspieler – Science-Fiction                         | Patrick Stewart                              | Nominiert |
| 8        | 1997 | BMI Film & TV Award                | –––                                                           | Jerry Goldsmith                              | Gewonnen  |
| 8        | 1997 | Hugo Award                         | Beste dramatische Präsentation                                |                                              | Nominiert |
| 8        | 1997 | NAACP Image Award                  | Beste Nebendarstellerin in einem Spielfilm                    | Alfre Woodard                                | Nominiert |
| 8        | 1997 | Oscar                              | Bestes Make-up                                                | Michael Westmore, Scott Wheeler, Jake Garber | Nominiert |
| 8        | 1997 | Satellite Award                    | Beste visuelle Effekte                                        | John Knoll                                   | Nominiert |
| 8        | 1997 | Saturn Award                       | Beste Musik                                                   | Jerry Goldsmith                              | Nominiert |
| 8        | 1997 | Saturn Award                       | Beste Nebendarstellerin                                       | Alice Krige                                  | Gewonnen  |
| 8        | 1997 | Saturn Award                       | Beste Regie                                                   | Jonathan Frakes                              | Nominiert |
| 8        | 1997 | Saturn Award                       | Beste Spezialeffekte                                          | John Knoll                                   | Nominiert |
| 8        | 1997 | Saturn Award                       | Bester Hauptdarsteller                                        | Patrick Stewart                              | Nominiert |
| 8        | 1997 | Saturn Award                       | Bester Nebendarsteller                                        | Brent Spiner                                 | Gewonnen  |
| 8        | 1997 | Saturn Award                       | Bester Science-Fiction-Film                                   |                                              | Nominiert |
| 8        | 1997 | Saturn Award                       | Bestes Drehbuch                                               | Brannon Braga, Ronald D. Moore               | Nominiert |
| 8        | 1997 | Saturn Award                       | Bestes Kostüm                                                 | Deborah Everton                              | Gewonnen  |
| 8        | 1997 | Saturn Award                       | Bestes Make-up                                                | Michael Westmore, Scott Wheeler, Jake Garber | Nominiert |
| 9        | 1999 | Box Office Germany Award in Silber | –––                                                           |                                              | Gewonnen  |
| 9        | 1999 | Hugo Award                         | Beste dramatische Präsentation                                |                                              | Nominiert |
| 9        | 1999 | Satellite Award                    | Beste visuelle Effekte in einem Spielfilm                     | Terry D. Frazee                              | Nominiert |
| 9        | 1999 | Saturn Award                       | Bester Science-Fiction-Film                                   |                                              | Nominiert |
| 9        | 1999 | Saturn Award                       | Bestes Make-up                                                | Michael Westmore                             | Nominiert |
| 9        | 1999 | Young Artist Award                 | Beste Leistung eines Jung-Nebendarstellers in einem Spielfilm | Michael Welch                                | Gewonnen  |
| 9        | 1999 | Young Artist Award                 | Bester Familienspielfilm – Drama                              |                                              | Nominiert |
| 10       | 2003 | Saturn Award                       | Beste Kostüme                                                 | Bob Ringwood                                 | Nominiert |
| 10       | 2003 | Saturn Award                       | Bester Nebendarsteller                                        | Tom Hardy                                    | Nominiert |
| 10       | 2003 | Saturn Award                       | Bester Science-Fiction-Film                                   |                                              | Nominiert |
| 10       | 2003 | Saturn Award                       | Bestes Make-up                                                | Michael Westmore                             | Nominiert |
| 10       | 2003 | Young Artist Award                 | Bester Familienspielfilm – Fantasy                            |                                              | Gewonnen  |

### Filme 11 und folgende
| Film-Nr. | Jahr | Preis                                         | Kategorie                                                                         | Preisträger                  | Resultat  |
| -------- | ---- | --------------------------------------------- | --------------------------------------------------------------------------------- | ---------------------------- | --------- |
| 11       | 2009 | ALMA Award                                    | Filmschauspieler                                                                  | Clifton Collins Jr.          | Nominiert |
| 11       | 2009 | ALMA Award                                    | Filmschauspielerin                                                                | Zoë Saldaña                  | Nominiert |
| 11       | 2009 | Artios Award                                  | Bestes Casting – Hochbudget-Film – Drama                                          |                              | Gewonnen  |
| 11       | 2009 | Austin Film Critics Association Award         | Bester Film                                                                       |                              | 2. Platz  |
| 11       | 2010 | BAFTA Award                                   | Beste spezielle visuelle Effekte                                                  |                              | Nominiert |
| 11       | 2010 | BAFTA Award                                   | Bester Sound                                                                      |                              | Nominiert |
| 11       | 2010 | BMI Film Music Award                          | Filmmusik                                                                         | Michael Giacchino            | Gewonnen  |
| 11       | 2009 | BSFC Award                                    | Beste Ensemble-Besetzung                                                          |                              | Gewonnen  |
| 11       | 2010 | Critics’ Choice Movie Award                   | Beste visuelle Effekte                                                            |                              | Nominiert |
| 11       | 2010 | Critics’ Choice Movie Award                   | Bester Actionfilm                                                                 |                              | Nominiert |
| 11       | 2010 | Critics’ Choice Movie Award                   | Bester Sound                                                                      |                              | Nominiert |
| 11       | 2010 | Critics’ Choice Movie Award                   | Bestes Make-up                                                                    |                              | Nominiert |
| 11       | 2010 | Critics’ Choice Movie Award                   | Bestes Schauspielensemble                                                         |                              | Nominiert |
| 11       | 2010 | Eddie Award                                   | Bester Schnitt – dramatischer Film                                                |                              | Nominiert |
| 11       | 2010 | Empire Award                                  | Bester Film                                                                       |                              | Nominiert |
| 11       | 2010 | Empire Award                                  | Bester Regisseur                                                                  | J. J. Abrams                 | Nominiert |
| 11       | 2010 | Empire Award                                  | Bester Science-Fiction-/Fantasyfilm                                               |                              | Gewonnen  |
| 11       | 2010 | Excellence in Production Design Award         | Fantasyfilm                                                                       |                              | Nominiert |
| 11       | 2010 | Golden Reel Award                             | Bester Tonschnitt – Dialog und ADR in einem Spielfilm                             |                              | Nominiert |
| 11       | 2010 | Golden Reel Award                             | Bester Tonschnitt – Musik in einem Spielfilm                                      |                              | Nominiert |
| 11       | 2010 | Golden Reel Award                             | Bester Tonschnitt – Sound-Effekte und Foley in einem Spielfilm                    |                              | Nominiert |
| 11       | 2009 | Golden Trailer Awards                         | Best in Show                                                                      |                              | Gewonnen  |
| 11       | 2009 | Golden Trailer Awards                         | Beste Musik                                                                       |                              | Nominiert |
| 11       | 2009 | Golden Trailer Awards                         | Bester TV-Werbespot des Sommers 2009                                              |                              | Gewonnen  |
| 11       | 2009 | Golden Trailer Awards                         | Bestes Poster für einen Blockbuster des Sommers 2009                              |                              | Gewonnen  |
| 11       | 2009 | Golden Trailer Awards                         | Blockbuster Sommer 2009                                                           |                              | Gewonnen  |
| 11       | 2010 | Grammy                                        | Bestes Score-Soundtrack-Album für Kinofilm, Fernsehen oder andere visuelle Medien | Michael Giacchino            | Nominiert |
| 11       | 2010 | Hugo Award                                    | Beste dramatische Präsentation – Langform                                         |                              | Nominiert |
| 11       | 2010 | MTV Movie Award                               | Bester neuer Star                                                                 | Chris Pine                   | Nominiert |
| 11       | 2009 | NBR Award                                     | Top-Ten-Filme                                                                     |                              | Gewonnen  |
| 11       | 2010 | Online Film Critics Society Award             | Bester Original-Score                                                             | Michael Giacchino            | Nominiert |
| 11       | 2010 | Oscar                                         | Beste Tonmischung                                                                 |                              | Nominiert |
| 11       | 2010 | Oscar                                         | Beste visuelle Effekte                                                            |                              | Nominiert |
| 11       | 2010 | Oscar                                         | Bester Tonschnitt                                                                 |                              | Nominiert |
| 11       | 2010 | Oscar                                         | Bestes Make-up                                                                    |                              | Gewonnen  |
| 11       | 2010 | People’s Choice Award                         | Lieblingsfilm                                                                     |                              | Nominiert |
| 11       | 2010 | PGA Award                                     | Bester Produzent von Kinospielfilmen                                              | J. J. Abrams, Damon Lindelof | Nominiert |
| 11       | 2009 | Satellite Award                               | Beste Blu-ray                                                                     | 3 Disc Blu-Ray Edition       | Gewonnen  |
| 11       | 2010 | Saturn Award                                  | Beste Spezialeffekte                                                              |                              | Nominiert |
| 11       | 2010 | Saturn Award                                  | Bester Regisseur                                                                  | J. J. Abrams                 | Nominiert |
| 11       | 2010 | Saturn Award                                  | Bester Science-Fiction-Film                                                       |                              | Nominiert |
| 11       | 2010 | Saturn Award                                  | Bestes Drehbuch                                                                   | Alex Kurtzman, Roberto Orci  | Nominiert |
| 11       | 2010 | Saturn Award                                  | Bestes Make-up                                                                    |                              | Gewonnen  |
| 11       | 2010 | Saturn Award                                  | Bestes Produktionsdesign                                                          | Scott Chambliss              | Nominiert |
| 11       | 2010 | Screen Actors Guild Award                     | Bestes Stunt-Ensemble in einem Spielfilm                                          |                              | Gewonnen  |
| 11       | 2010 | SFX Award                                     | Bester Film                                                                       |                              | Nominiert |
| 11       | 2010 | SFX Award                                     | Bester Regisseur                                                                  | J. J. Abrams                 | Gewonnen  |
| 11       | 2010 | Taurus Award                                  | Beste Hocharbeit                                                                  |                              | Nominiert |
| 11       | 2010 | Taurus Award                                  | Bester Spezialstunt                                                               |                              | Nominiert |
| 11       | 2010 | Taurus Award                                  | Bester Stunt-Koordinator und/oder 2nd Unit Director                               |                              | Nominiert |
| 11       | 2009 | Teen Choice Award                             | Choice Movie Fresh Face Male                                                      | Chris Pine                   | Nominiert |
| 11       | 2009 | Teen Choice Award                             | Choice Movie Rumble                                                               |                              | Nominiert |
| 11       | 2009 | Teen Choice Award                             | Choice Movie Villain                                                              | Eric Bana                    | Nominiert |
| 11       | 2010 | VES Award                                     | Beste Matte-Paintings in einem Kinospielfilm                                      |                              | Nominiert |
| 11       | 2010 | VES Award                                     | Beste visuelle Effekte in einem von visuellen Effekten getriebenen Spielfilm      |                              | Nominiert |
| 11       | 2010 | WGA Award                                     | Bestes adaptiertes Screenplay                                                     | Roberto Orci, Alex Kurtzman  | Nominiert |
| 12       | 2014 | Annie Award                                   | Beste Animationen in einer Realfilmproduktion                                     |                              | Nominiert |
| 12       | 2014 | Annie Award                                   | Beste Animationen in einer Realfilmproduktion                                     |                              | Nominiert |
| 12       | 2013 | BAFTA Award                                   | BAFTA Kids Vote – Spielfilm                                                       |                              | Nominiert |
| 12       | 2014 | BAFTA Award                                   | Beste spezielle visuelle Effekte                                                  |                              | Nominiert |
| 12       | 2013 | Britannia Award                               | Britischer Künstler des Jahres                                                    | Benedict Cumberbatch         | Gewonnen  |
| 12       | 2014 | Critics’ Choice Movie Award                   | Beste visuelle Effekte                                                            |                              | Nominiert |
| 12       | 2014 | Critics’ Choice Movie Award                   | Bester Actionfilm                                                                 |                              | Nominiert |
| 12       | 2014 | Critics’ Choice Movie Award                   | Bester Science-Fiction-/Horror-Film                                               |                              | Nominiert |
| 12       | 2014 | Empire Award                                  | Bester Science-Fiction-/Fantasyfilm                                               |                              | Nominiert |
| 12       | 2014 | Excellence in Production Design Award         | Fantasyfilm                                                                       |                              | Nominiert |
| 12       | 2013 | Golden Trailer Award                          | Bester TV-Blockbuster-Werbespot des Sommers 2013                                  |                              | Nominiert |
| 12       | 2013 | Golden Trailer Award                          | Bestes Poster für einen Blockbuster des Sommers 2013                              |                              | Nominiert |
| 12       | 2014 | MTV Movie Award                               | Bester Schurke                                                                    | Benedict Cumberbatch         | Nominiert |
| 12       | 2014 | MTV Movie Award                               | Lieblingsfigur                                                                    | Benedict Cumberbatch         | Nominiert |
| 12       | 2014 | Oscar                                         | Beste visuelle Effekte                                                            |                              | Nominiert |
| 12       | 2014 | People’s Choice Award                         | Lieblingsactionfilm                                                               |                              | Nominiert |
| 12       | 2014 | People’s Choice Award                         | Lieblingsfilm                                                                     |                              | Nominiert |
| 12       | 2014 | People’s Choice Award                         | Lieblingsfilmduo                                                                  | Chris Pine, Zachary Quinto   | Nominiert |
| 12       | 2013 | Satellite Award                               | Beste Blu-ray                                                                     |                              | Gewonnen  |
| 12       | 2014 | Saturn Award                                  | Beste Kostüme                                                                     | Michael Kaplan               | Nominiert |
| 12       | 2014 | Saturn Award                                  | Beste Spezialeffekte                                                              |                              | Nominiert |
| 12       | 2014 | Saturn Award                                  | Bester Nebendarsteller                                                            | Benedict Cumberbatch         | Nominiert |
| 12       | 2014 | Saturn Award                                  | Bester Regisseur                                                                  | J. J. Abrams                 | Nominiert |
| 12       | 2014 | Saturn Award                                  | Bester Science-Fiction-Film                                                       |                              | Nominiert |
| 12       | 2013 | Teen Choice Award                             | Choice Summer Movie Star: Männlich                                                | Chris Pine                   | Nominiert |
| 12       | 2013 | Teen Choice Award                             | Choice Summer Movie Star: Weiblich                                                | Zoë Saldaña                  | Nominiert |
| 12       | 2014 | VES Award                                     | Beste Modelle in einem Spielfilm                                                  |                              | Nominiert |
| 12       | 2014 | VES Award                                     | Beste visuelle Effekte in einem von visuellen Effekten getriebenen Spielfilm      |                              | Nominiert |
| 13       | 2017 | Oscar                                         | Bestes Make-up und Haar-Styling                                                   | Joel Harlow, Richard Alonzo  | Nominiert |
| 13       | 2016 | Critics’ Choice Movie Award                   | Bestes Make-up und Haar-Styling                                                   |                              | Nominiert |
| 13       | 2016 | Critics’ Choice Movie Award                   | Bester Science-Fiction-/Horrorfilm                                                |                              | Nominiert |
| 13       | 2017 | Empire Award                                  | Bestes Make-up und Haar-Styling                                                   |                              | Nominiert |
| 13       | 2017 | GLAAD Media Award                             | Bester Film                                                                       |                              | Nominiert |
| 13       | 2017 | Make-Up Artists and Hair Stylists Guild Award | Beste Spezial-Makeup-Effekte                                                      | Joel Harlow, Richard Alonzo  | Gewonnen  |
| 13       | 2017 | Jupiter                                       | Bester internationaler Schauspieler                                               | Chris Pine                   | Nominiert |
| 13       | 2017 | Nickelodeon Kids’ Choice Awards               | Lieblingsschurke                                                                  | Idris Elba                   | Nominiert |
| 13       | 2017 | Nickelodeon Kids’ Choice Award                | Favorite Butt Kicker                                                              | Zoe Saldana                  | Nominiert |
| 13       | 2017 | Nickelodeon Kids’ Choice Award                | Best Friends Forever                                                              | Chris Pine, Zachary Quinto   | Nominiert |
| 13       | 2016 | Teen Choice Award                             | Choice Movie Actress: AnTEENcipated                                               | Zoe Saldana                  | Nominiert |
| 13       | 2016 | Teen Choice Award                             | Choice AnTEENcipated Movie                                                        |                              | Nominiert |
| 13       | 2016 | Teen Choice Award                             | Choice Movie Actor: AnTEENcipated                                                 | Chris Pine                   | Nominiert |
| 13       | 2017 | Visual Effects Society Award                  | Bestes Model in einem realfilmischen oder animierten Projekt                      |                              | Nominiert |
| 13       | 2017 | Saturn Award                                  | Bester Science-Fiction-Film                                                       |                              | Nominiert |
| 13       | 2017 | Saturn Award                                  | Bester Hauptdarsteller                                                            | Chris Pine                   | Nominiert |
| 13       | 2017 | Saturn Award                                  | Bester Nebendarsteller                                                            | Zachary Quinto               | Nominiert |
| 13       | 2017 | Saturn Award                                  | Bestes Make-up                                                                    | Monica Huppert, Joel Harlow  | Nominiert |

## Andere Positivpreise
Über die tabellarisch aufgeführten Preise hinaus gab es – hauptsächlich ab dem elften Film – Nominierungen und teilweise Prämierungen bei folgenden Preisen:
- California on Location Award
- CDG Award
- Cinema Audio Society Award
- COFCA Award
- DFCS Award
- Golden Schmoes Award
- Hollywood Movie Award
- Hollywood Music in Media Awards
- HPA Award
- ICS Award
- International Film Music Critics Association
- Key Art Award
- OFTA Award
- PFCS Award
- Sierra Award
- Universe Reader’s Choice Award
- Video Premiere Award
- WAFCA Award

## Negativpreise
| Film | Jahr | Preis            | Kategorie                         | Preisträger     | Resultat  |
| ---- | ---- | ---------------- | --------------------------------- | --------------- | --------- |
| 5    | 1990 | Goldene Himbeere | Schlechtester Film                | Harve Bennett   | Gewonnen  |
| 5    | 1990 | Goldene Himbeere | Schlechtester Film des Jahrzehnts | Harve Bennett   | Nominiert |
| 5    | 1990 | Goldene Himbeere | Schlechtester Nebendarsteller     | DeForest Kelley | Nominiert |
| 5    | 1990 | Goldene Himbeere | Schlechtester Regisseur           | William Shatner | Gewonnen  |
| 5    | 1990 | Goldene Himbeere | Schlechtester Schauspieler        | William Shatner | Gewonnen  |
| 5    | 1990 | Goldene Himbeere | Schlechtestes Screenplay          |                 | Nominiert |
| 7    | 1995 | Goldene Himbeere | Schlechtester Nebendarsteller     | William Shatner | Nominiert |

## Statistik

### Nominierungen und Prämierungen je Film
| Film-Nr. | Filmtitel                    | N.  | P. |
| -------- | ---------------------------- | --- | -- |
| 1        | Der Film                     | 16  | 1  |
| 2        | Der Zorn des Khan            | 10  | 2  |
| 3        | Auf der Suche nach Mr. Spock | 7   | 0  |
| 4        | Zurück in die Gegenwart      | 20  | 3  |
| 5        | Am Rande des Universums      | 6   | 3  |
| 6        | Das unentdeckte Land         | 8   | 1  |
| 7        | Treffen der Generationen     | 5   | 1  |
| 8        | Der erste Kontakt            | 17  | 4  |
| 9        | Der Aufstand                 | 7   | 2  |
| 10       | Nemesis                      | 5   | 1  |
| 11       | Star Trek                    | 56  | 14 |
| 12       | Into Darkness                | 28  | 2  |
| 13       | Beyond                       | 18  | 1  |
| Summe    |                              | 203 | 35 |

### Nominierungen und Prämierungen je Preis
| Preis                           | N. | P. |
| ------------------------------- | -- | -- |
| Oscar                           | 16 | 1  |
| Golden Globe Award              | 1  | 0  |
| Saturn Award                    | 75 | 9  |
| Hugo Award                      | 9  | 0  |
| WGA Award                       | 1  | 0  |
| Critics’ Choice Movie Award     | 10 | 0  |
| Goldene Himbeere (Negativpreis) | 7  | 3  |